# 张舜徽
张舜徽（1911年—1992年）是一位中国历史学家，文献学家。在考訂中國古代文獻的方法和實踐上有很大的成就。

## 生平
1911年出生于湖南沅江，担任华中师范大学教授，中国首批博士生导师。一生勤奮治學，博涉四部，在傳統學術的諸多領域造詣精深，留下大量論著。主要著作包括《中國文獻學》、《中國古代史籍校讀法》、《中國古代史籍舉要》、《中華人民通史》、《四庫提要敘講疏》、《周秦道論發微》、《周秦政論類要》 、《史學三書平議》、《清人筆記條辨》、《清人文集別錄》、《訒庵學術講論集》、《廣校讎畧》、《漢書藝文志通釋》、《漢書藝文志釋例》、《說文解字約注》、《鄭學叢著》等。 他在《八十自叙》中總結說：“余之治學，始慕乾嘉諸儒之所為，潛研於文字、聲韻、訓詁之學者有年。後進而治經，於鄭氏一家之義，深入而不欲出。即以此小學、經學為基石，推而廣之，以理群書，由是博治子、史，積二十載。中年以後，各有所述”《說文解字約注》是張舜徽先生語言文字研究成果的結晶。1998年，香港大學文學院中文系的于昕，以“《說文解字約注》研究”為題完成了碩士論文。這篇論文是第一種研究、評價《說文解字約注》的學術著作。